# マリア・インマクラータ・フォン・エスターライヒ＝トスカーナ (1892-1971)
マリア・インマクラータ・フォン・エスターライヒ＝トスカーナ（Maria Inmmaculata Erzherzogin von Österreich-Toskana, 1892年9月9日 - 1971年9月3日）は、オーストリア帝室の分枝ハプスブルク＝トスカーナ家出身の大公女。トスカーナ大公レオポルド2世の曾孫。

## 生涯
レオポルト・ザルヴァトール大公と、その妻でスペインのカルリスタ王位請求者であるマドリード公カルロス・マリアの娘ブランカの間の第2子、次女として生まれた。全名はマリア・インマクラータ・カロリーナ・マルガリータ・ブランカ・レオポルディーナ・ベアトリクス・アンナ・ヨーゼファ・ラファエラ・ミヒャエラ・スタニスラヴァ・イグナティア・ヒエロニマ・カルミーノ・カタリーナ・ペトラ・ツェツィーリア（Maria Immakulata Carolina Margarita Blanca Leopoldina Beatrix Anna Josepha Raphaela Michaela Stanislava Ignatia Hieronyma Carmino Katharina Petra Cäcilia）である。洗礼名は父方の祖母マリア・インマクラータ大公妃に因む。家族からは「マク（Mac）」の愛称で呼ばれた。

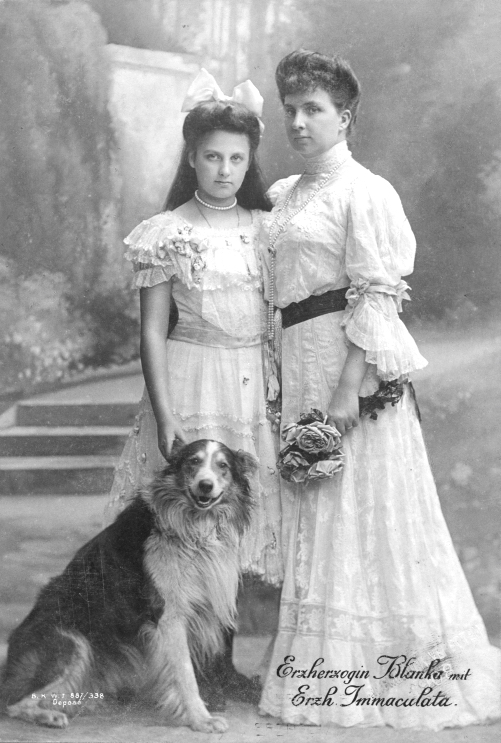
マリア・インマクラータと母ブランカ（1908年）

両親はウィーンにパレ・トスカーナとヴィルヘルミーネンベルク城の2つの城館を所有し、後者の城だけで80人以上の使用人を抱えるなど、裕福な資産家だった。インマクラータは1歳年上の姉ドローレスおよび2歳年下の妹マルガレータと一緒に育てられ、3人の姉妹は芸術への関心を共有した。インマクラータは家族の中で目立って学識が深かった。また様々な楽器の演奏に情熱を傾け、特にピアニストとしての才能を示した。両親は娘たちに多言語習得を中心とした教育を授け、母語のドイツ語のほかにフランス語、スペイン語、ハンガリー語そしてイタリア語を学ばせた。第1次世界大戦が勃発すると、インマクラータは赤十字社の従軍看護婦として奉仕した。
1918/1919年の二重帝国と君主制の崩壊に伴い、大公一家は皇族の身分と全財産を失った。（2人の年長の弟を除く）大公一家全員はオーストリア共和国市民に登録するのを拒み、スペインのバルセロナに亡命し、以前に較べれば貧しい生活を送った。インマクラータは1932年7月14日にローマにおいて、シエーナの都市貴族の末裔イニーゴ・ネーリ・セルネーリ（Nobile Inigo Neri Serneri, 1891年 - 1950年）と結婚した。2人はローマのモントーロ通り4番地に居を構えた。夫婦は両方とも結婚した時に40歳を過ぎており、間に子供を持つことはなかった。1950年に夫と死別すると、姉ドローレスが暮らすヴィアレッジョの亡き母の屋敷ヴィラ・テヌータ・レアーレ（Villa Tenuta Reale）に身を寄せた。

## 引用
1. ↑  Harding, Lost Waltz, p. 20
2. ↑  Harding, Lost Waltz, p. 294
3. ↑  Harding, Lost Waltz, p. 28
4. ↑  Harding, Lost Waltz, p. 115
5. 1 2  Harding, Lost Waltz, p. 276
6. ↑  Harding, Lost Waltz, p. 97
7. 1 2 3  McIntosh, The Unknown Habsburgs, p. 48